# Associazione Calcio Fiorentina 1974-1975
Questa voce raccoglie le informazioni riguardanti l'Associazione Calcio Fiorentina nelle competizioni ufficiali della stagione 1974-1975.

## Stagione
Nella stagione 1974-1975 la Fiorentina ottiene 31 punti e l'ottavo posto in classifica.
La stagione dei viola inizia senza Giancarlo De Sisti ceduto alla Roma. La squadra viola si deve accontentare di un posto di metà classifica, deludendo le aspettative del pubblico fiorentino, in luogo di Gigi Radice il nuovo allenatore è Nereo Rocco, considerato da molti tifosi come l'uomo che può portare allo scudetto. A maggio, inoltre, lo stesso Rocco abbandona il suo incarico ed è sostituito da Mario Mazzoni.

I viola festeggiano la vittoria della loro quarta Coppa Italia

La stagione deludente in campionato viene riscattata dalla vittoria dei viola in Coppa Italia, al quarto titolo di questa manifestazione. Vince agevolmente il primo girone e supera il secondo girone contro squadre quotate come Roma, Napoli e Torino. Nella finale del 28 giugno di Roma la Fiorentina incontra il Milan, che viene sconfitto (3-2) con un gol di Rosi a 20 minuti dal termine. In Coppa Mitropa la viola esce subito dopo il primo girone, finendo ultima nel proprio gruppo.

## Rosa
| N. |                   | Ruolo | Calciatore          |
| -- | ----------------- | ----- | ------------------- |
|    | Italia (bandiera) | P     | Angelo Lucetti      |
|    | Italia (bandiera) | P     | Massimo Mattolini   |
|    | Italia (bandiera) | P     | Franco Superchi     |
|    | Italia (bandiera) | D     | Giuseppe Brizi      |
|    | Italia (bandiera) | D     | Mauro Della Martira |
|    | Italia (bandiera) | D     | Giancarlo Galdiolo  |
|    | Italia (bandiera) | D     | Pietro Ghedin       |
|    | Italia (bandiera) | D     | Giuseppe Lelj       |
|    | Italia (bandiera) | D     | Paolo Manunza       |
|    | Italia (bandiera) | D     | Ennio Pellegrini    |
|    | Italia (bandiera) | D     | Moreno Roggi        |
|    | Italia (bandiera) | C     | Giancarlo Antognoni |
|    | Italia (bandiera) | C     | Bruno Beatrice      |

| N. |                   | Ruolo | Calciatore               |
| -- | ----------------- | ----- | ------------------------ |
|    | Italia (bandiera) | C     | Domenico Caso            |
|    | Italia (bandiera) | C     | Vincenzo Guerini         |
|    | Italia (bandiera) | C     | Claudio Merlo (capitano) |
|    | Italia (bandiera) | C     | Paolo Rosi               |
|    | Italia (bandiera) | C     | Antonio Tormen           |
|    | Italia (bandiera) | A     | Renato Cappellini        |
|    | Italia (bandiera) | A     | Gianfranco Casarsa       |
|    | Italia (bandiera) | A     | Claudio Desolati         |
|    | Italia (bandiera) | A     | Dino Pagliari            |
|    | Italia (bandiera) | A     | Claudio Piccinetti       |
|    | Italia (bandiera) | A     | Nello Saltutti           |
|    | Italia (bandiera) | A     | Walter Speggiorin        |

## Risultati

### Serie A

#### Girone di andata
| Arbitro: | Agnolin (Bassano del Grappa) |

|  |           |              |
|  | Marcatori | 45’ Desolati |

| Arbitro: | Menegali (Roma) |

|             |           |  |
| Casarsa 60’ | Marcatori |  |

| Arbitro: | Serafino (Roma) |

|              |           |              |
| Sabadini 84’ | Marcatori | 66’ Saltutti |

| Arbitro: | Gonella (Torino) |

|                       |           |                     |
| Bertarelli 29’ (rig.) | Marcatori | 45’ (rig.) Desolati |

| Arbitro: | Picasso (Chiavari) |

|                     |           |                    |
| Burgnich 22’ (aut.) | Marcatori | 68’ (rig.) Clerici |

| Arbitro: | Prati (Parma) |

|                 |           |             |
| Pulici 29’, 49’ | Marcatori | 61’ Guerini |

| Arbitro: | Benedetti (Roma) |

|                           |           |  |
| Antognoni 15’ Casarsa 33’ | Marcatori |  |

| Arbitro: | Lattanzi (Roma) |

|  |           |              |
|  | Marcatori | 77’ Desolati |

| Firenze 8 dicembre 1974 9ª giornata | Fiorentina        | 0 – 0 | L.R. Vicenza | Stadio Comunale\| Arbitro: \| Gussoni (Tradate) \| |
| Arbitro:                            | Gussoni (Tradate) |       |              |                                                    |

| Arbitro: | Picasso (Chiavari) |

|           |           |  |
| Penzo 69’ | Marcatori |  |

| Arbitro: | Menegali (Roma) |

|             |           |             |
| Casarsa 30’ | Marcatori | 50’ Mazzola |

| Arbitro: | Casarin (Milano) |

|                         |           |                  |
| Riva 4’ (rig.) Gori 15’ | Marcatori | 14’ (rig.) Merlo |

| Arbitro: | Agnolin (Bassano del Grappa) |

|               |           |               |
| Antognoni 61’ | Marcatori | 27’ Chinaglia |

| Torino 19 gennaio 1975 14ª giornata | Juventus        | 0 – 0 | Fiorentina | Stadio Comunale\| Arbitro: \| Serafino (Roma) \| |
| Arbitro:                            | Serafino (Roma) |       |            |                                                  |

| Arbitro: | Prati (Parma) |

|  |           |                            |
|  | Marcatori | 29’ Prunecchi 65’ Maraschi |

#### Girone di ritorno
| Arbitro: | Ciulli (Roma) |

|                             |           |  |
| Pellegrini 63’ Saltutti 89’ | Marcatori |  |

| Arbitro: | Gonella (Torino) |

|             |           |  |
| Savoldi 74’ | Marcatori |  |

| Arbitro: | Lattanzi (Roma) |

|                    |           |             |
| Casarsa 32’ (rig.) | Marcatori | 16’ Calloni |

| Arbitro: | Lazzaroni (Milano) |

|                   |           |                        |
| Desolati 18’, 27’ | Marcatori | 50’ Bordon 60’ Orlandi |

| Arbitro: | Casarin (Milano) |

|             |           |  |
| Clerici 35’ | Marcatori |  |

| Arbitro: | Michelotti (Parma) |

|                      |           |                        |
| Caso 65’ Casarsa 69’ | Marcatori | 78’ Pulici 83’ Mozzini |

| Arbitro: | Reggiani (Bologna) |

|                     |           |             |
| Galdiolo 49’ (aut.) | Marcatori | 15’ Casarsa |

| Firenze 23 marzo 1975 23ª giornata | Fiorentina        | 0 – 0 | Ascoli | Stadio Comunale\| Arbitro: \| Gussoni (Tradate) \| |
| Arbitro:                           | Gussoni (Tradate) |       |        |                                                    |

| Arbitro: | Lazzaroni (Milano) |

|  |           |          |
|  | Marcatori | 27’ Caso |

| Firenze 6 aprile 1975 25ª giornata | Fiorentina       | 0 – 0 | Roma | Stadio Comunale\| Arbitro: \| Gonella (Torino) \| |
| Arbitro:                           | Gonella (Torino) |       |      |                                                   |

| Arbitro: | Vannucchi (Bologna) |

|                       |           |  |
| Boninsegna 68’ (rig.) | Marcatori |  |

| Arbitro: | Michelotti (Parma) |

|                                   |           |                 |
| Antognoni 11’ Niccolai 64’ (aut.) | Marcatori | 46’ (aut.) Lelj |

| Arbitro: | Lops (Torino) |

|               |           |  |
| Chinaglia 90’ | Marcatori |  |

| Arbitro: | Agnolin (Bassano del Grappa) |

|                                                           |           |                 |
| Zoff 34’ (aut.) Antognoni 39’ Casarsa 73’ (rig.) Caso 78’ | Marcatori | 61’ (aut.) Rosi |

| Arbitro: | Lo Bello (Siracusa) |

|                                         |           |                                          |
| Magistrelli 17’ Valente 23’ Repetto 85’ | Marcatori | 10’ Caso 44’ Speggiorin 73’ 79’ Saltutti |

### Coppa Italia

#### Primo turno
| Arbitro: | Levrero (Genova) |

|                  |           |  |
| Merlo 38’ (rig.) | Marcatori |  |

| 1º settembre 1974 2ª giornata |  | – Turno di riposo |  |  |

| Arbitro: | Gussoni (Tradate) |

|  |           |                    |
|  | Marcatori | 15’ (aut.) Maldera |

| Arbitro: | Trono (Torino) |

|           |           |                    |
| Roggi 49’ | Marcatori | 89’ (rig.) Benatti |

| Arbitro: | Lazzaroni (Milano) |

|                 |           |                      |
| Enzo 76’ (rig.) | Marcatori | 7’ Caso 84’ Saltutti |

#### Secondo turno
| Arbitro: | Serafino (Roma) |

|              |           |  |
| Burgnich 47’ | Marcatori |  |

| Arbitro: | Lazzaroni (Milano) |

|                                             |           |                   |
| Graziani 36’ (aut.) Speggiorin 49’ Rosi 82’ | Marcatori | 57’ (rig.) Pulici |

| Arbitro: | Prati (Parma) |

|                        |           |           |
| Antognoni 50’ Rosi 80’ | Marcatori | 76’ Prati |

| Arbitro: | Lattanzi (Roma) |

|                                          |           |             |
| Casarsa 40’ (rig.) Caso 69’ Desolati 81’ | Marcatori | 51’ Braglia |

| Arbitro: | Panzino (Catanzaro) |

|             |           |  |
| Mozzini 82’ | Marcatori |  |

| Arbitro: | Casarin (Milano) |

|                       |           |                  |
| Prati 20’, 75’ (rig.) | Marcatori | 5’, 34’ Desolati |

#### Finale
| Arbitro: | Michelotti (Parma) |

|                                         |           |                        |
| Casarsa 14’ (rig.) Guerini 54’ Rosi 67’ | Marcatori | 20’ Bigon 65’ Chiarugi |

### Coppa Mitropa

#### Fase a gironi
| Arbitro: | Strmečki |

|                 |           |  |
| Pintér 46’, 57’ | Marcatori |  |

| Arbitro: | Mathias |

|                          |           |              |
| Desolati 38’ (rig.), 67’ | Marcatori | 43’ Melichar |

| Firenze 19 marzo 1975, ore 15:30 3ª giornata | Fiorentina | 0 – 0 referto | Honvéd | Stadio Comunale\| Arbitro: \| Jursa \| |
| Arbitro:                                     | Jursa      |               |        |                                        |

| Arbitro: | Spiegl |

|                           |           |  |
| Bičovský 20’ Melichar 34’ | Marcatori |  |

## Statistiche

### Statistiche di squadra
| Competizione  | Punti | In casa | In casa | In casa | In casa | In casa | In casa | In trasferta | In trasferta | In trasferta | In trasferta | In trasferta | In trasferta | Totale | Totale | Totale | Totale | Totale | Totale | DR |
| Competizione  | Punti | G       | V       | N       | P       | Gf      | Gs      | G            | V            | N            | P            | Gf           | Gs           | G      | V      | N      | P      | Gf     | Gs     | DR |
| ------------- | ----- | ------- | ------- | ------- | ------- | ------- | ------- | ------------ | ------------ | ------------ | ------------ | ------------ | ------------ | ------ | ------ | ------ | ------ | ------ | ------ | -- |
| Serie A       | 31    | 15      | 5       | 9       | 1       | 19      | 12      | 15           | 4            | 4            | 7            | 12           | 15           | 30     | 9      | 13     | 8      | 31     | 27     | +4 |
| Coppa Italia  |       | 5       | 4       | 1       | 0       | 10      | 4       | 5            | 2            | 1            | 2            | 5            | 5            | 11     | 7      | 2      | 2      | 18     | 11     | +7 |
| Coppa Mitropa |       | 2       | 1       | 1       | 0       | 2       | 1       | 2            | 0            | 0            | 2            | 0            | 4            | 4      | 1      | 1      | 2      | 2      | 5      | -3 |
| Totale        |       | 22      | 10      | 11      | 1       | 31      | 17      | 22           | 6            | 5            | 11           | 17           | 24           | 45     | 17     | 16     | 12     | 51     | 43     | +8 |

### Statistiche dei giocatori
A completamento delle statistiche sono da considerare 3 autogol a favore dei viola in campionato e 2 in Coppa Italia. 
Sono in corsivo i calciatori che hanno lasciato la società a stagione in corso.
| Giocatore        | Serie A  | Serie A | Coppa Italia | Coppa Italia | Coppa Mitropa | Coppa Mitropa | Totale   | Totale |
| Giocatore        | Presenze | Reti    | Presenze     | Reti         | Presenze      | Reti          | Presenze | Reti   |
| ---------------- | -------- | ------- | ------------ | ------------ | ------------- | ------------- | -------- | ------ |
| G. Antognoni     | 29       | 4       | 9            | 1            | 4             | 0             | 42       | 5      |
| B. Beatrice      | 28       | 0       | 9            | 0            | 3             | 0             | 40       | 0      |
| G. Brizi         | 16       | 0       | 3            | 0            | 4             | 0             | 23       | 0      |
| R. Cappellini    | 0        | 0       | 1            | 0            | 1             | 0             | 2        | 0      |
| G. Casarsa       | 23       | 7       | 8            | 2            | 2             | 0             | 33       | 9      |
| D. Caso          | 25       | 4       | 11           | 2            | 4             | 0             | 40       | 6      |
| M. Della Martira | 18       | 0       | 9            | 0            | 4             | 0             | 31       | 0      |
| C. Desolati      | 25       | 5       | 6            | 3            | 3             | 2             | 34       | 10     |
| G. Galdiolo      | 26       | 0       | 7            | 0            | 4             | 0             | 37       | 0      |
| G. Ghedin        | 0        | 0       | 2            | 0            | 0             | 0             | 2        | 0      |
| V. Guerini       | 25       | 1       | 7            | 1            | 4             | 0             | 36       | 2      |
| G. Lelj          | 15       | 0       | 7            | 0            | 1             | 0             | 23       | 0      |
| A. Lucetti       | 0        | -0      | 0            | -0           | 0             | -0            | 0        | -0     |
| P. Manunza       | 1        | 0       | 0            | 0            | 0             | 0             | 1        | 0      |
| M. Mattolini     | 6        | -0      | 1            | -1           | 2             | -2            | 9        | -3     |
| C. Merlo         | 18       | 1       | 11           | 1            | 1             | 0             | 30       | 2      |
| D. Pagliari      | 0        | 0       | 0            | 0            | 0             | 0             | 0        | 0      |
| C. Piccinetti    | 0        | 0       | 1            | 0            | 0             | 0             | 1        | 0      |
| E. Pellegrini    | 23       | 1       | 9            | 0            | 3             | 0             | 35       | 1      |
| M. Roggi         | 12       | 0       | 5            | 1            | 1             | 0             | 18       | 1      |
| P. Rosi          | 5        | 0       | 4            | 3            | 1             | 0             | 10       | 3      |
| N. Saltutti      | 22       | 4       | 6            | 1            | 3             | 0             | 31       | 5      |
| W. Speggiorin    | 13       | 1       | 9            | 1            | 4             | 0             | 26       | 2      |
| F. Superchi      | 27       | -27     | 10           | -10          | 2             | -3            | 39       | -40    |
| A. Tormen        | 1        | 0       | 0            | 0            | 0             | 0             | 1        | 0      |